# 合成生物学
合成生物學（英語：synthetic biology）是將生物科學應用到日常生活中的一種嶄新方式。英國倫敦的皇家科學院（Royal Society）認為：合成生物學結合了其他領域的知識與工具，涉及的領域包括系統生物學、基因工程、機械工程、機電工程、資訊理論、物理學、納米技術及電腦模擬等等。
目前，合成生物學已在多個行業落實應用，例如農業、能源、製造業及醫學等等。

## 历史
合成生物學家試圖創造出一種以脱氧核醣核酸編寫的語言。為了達此目的，需要設計脱氧核醣核酸片段，而這些脱氧核醣核酸片段已經獲得標準化處理，能與其他片段輕易連結。每個片段代表著個別指示，而將它們組合起來，便成為一個程式，能夠指示細胞進行一系列的工作。這個過程類似編寫電腦程式又或是製造機械人，不同之處是其製成品是具有生命及繁殖力的活細胞。
合成生物學能夠迅速發展成為一門學科，有賴脱氧核醣核酸編碼能力的急速提升。憑著近年在化學合成及分子生物學的發展成果，終能將整個基因組直接從它們的去氧核糖核酸建構基（A、T、G及C）合成。這種技術在成本、準確程度及反應時間等各方面，一直得到迅速改善。在可見將來，即使要從零開始來創造基因組，亦會變得輕而易舉。

## 合成生物學與基因工程學之分別
合成生物學是以過去三十年來研製而成的工具為發展基礎。基因工程學則專門運用分子生物學來製造脱氧核醣核酸（例如複製及聚合酶鏈式反應），並以自動定序形式來讀取脱氧核醣核酸。合成生物學增添了脱氧核醣核酸自動合成、標準設定、抽象概念應用以及人工設計組合等功能，大大簡化整個設計程序。

## 現今的應用範圍

### 生物能源
進行細胞工程，將糖、澱粉質、纖維素（農業廢物）及二氧化碳中的碳，轉化為具效益的产物，包括交通工具所需燃料。利用可再生原料進行碳中和化合作用，有助減少溫室氣體的排放。

### 綠色製造
傳統塑膠及紡織製造業牽涉的製作過程，往往需用上高溫和有害溶劑，更會產生污染物。就上述步驟進行細胞工程將可以引伸出一系列程序，其中一些更可以在室溫的環境下進行，最後不會產生有害的副產品。

### 農業
現時，合成生物學獲應用於植物工程學，將有助科學家設計一系列能帶來更豐碩收成、具抗病能力，及能抵抗極端或惡劣環境的農作植物品種。

### 製藥業
可重新改造細菌及酵母，達致低成本製藥的目的，例如採用經基因重組的細菌生產抗瘧疾。上述過程將有效大幅降低生產成本，從而將藥物推廣於發展中國家的龐大市場。

### 醫療
重整人類細胞，與人體組織及器官作更佳結合；而細菌及人類免疫細胞則可獲轉用於發展多項針對不健全細胞及組織的療法，有助對抗癌病及一些遺傳病。

### 人造生命
合成生命试图探索生命的起源，研究生命的机理，甚至从非生命物质中创造生命。克萊格·凡特的研究团队在2010年5月宣布，他们组装了将百万碱基对的基因组插入了细胞，合成了可以自我复制的细胞。基因组是基于Mycoplasma mycoides的基因组设计，经过修剪、加入使其可在酵母中生长等的成分。 先是合成超过一千个核苷酸小片段，之后逐步在酵母和其他细胞正组装成基因组，最后把它注入到原本遗传物质移除的另一个物种Mycoplasma capricolum中。合成的细胞和以分裂，“完全由新的基因组控制”，ultimately demonstrating that DNA can be very practically described by its chemical properties.凡特认为，这是“第一个合成细胞”，花费了超过四千万美元。科学社群中对此细胞是否为完全合成存在争议：化学合成的基因组序列基本是自然基因组1:1的复制，接受基因组的细胞也是自然的细菌。克萊格·凡特研究院坚持使用“人工合成的细菌细胞”，但解释是“我们不认为这是从头凑成的细胞，而是从已有的生命使用合成DNA创造生命。”凡特计划将合成的细胞申请专利，宣称“它们明显属于人类发明”。研究者认为，建造合成生命会允许研究者通过创造生命了解生命，而不是通过分裂生命。他们还提议，延展生命和机器的边界，直到两者重叠，产生“真正可以编程的生物”。参与者认为，与当今的科技相比，创造“真正合成的生化生命”与当今的科技水平接近，而且比登月便宜。

### 视频

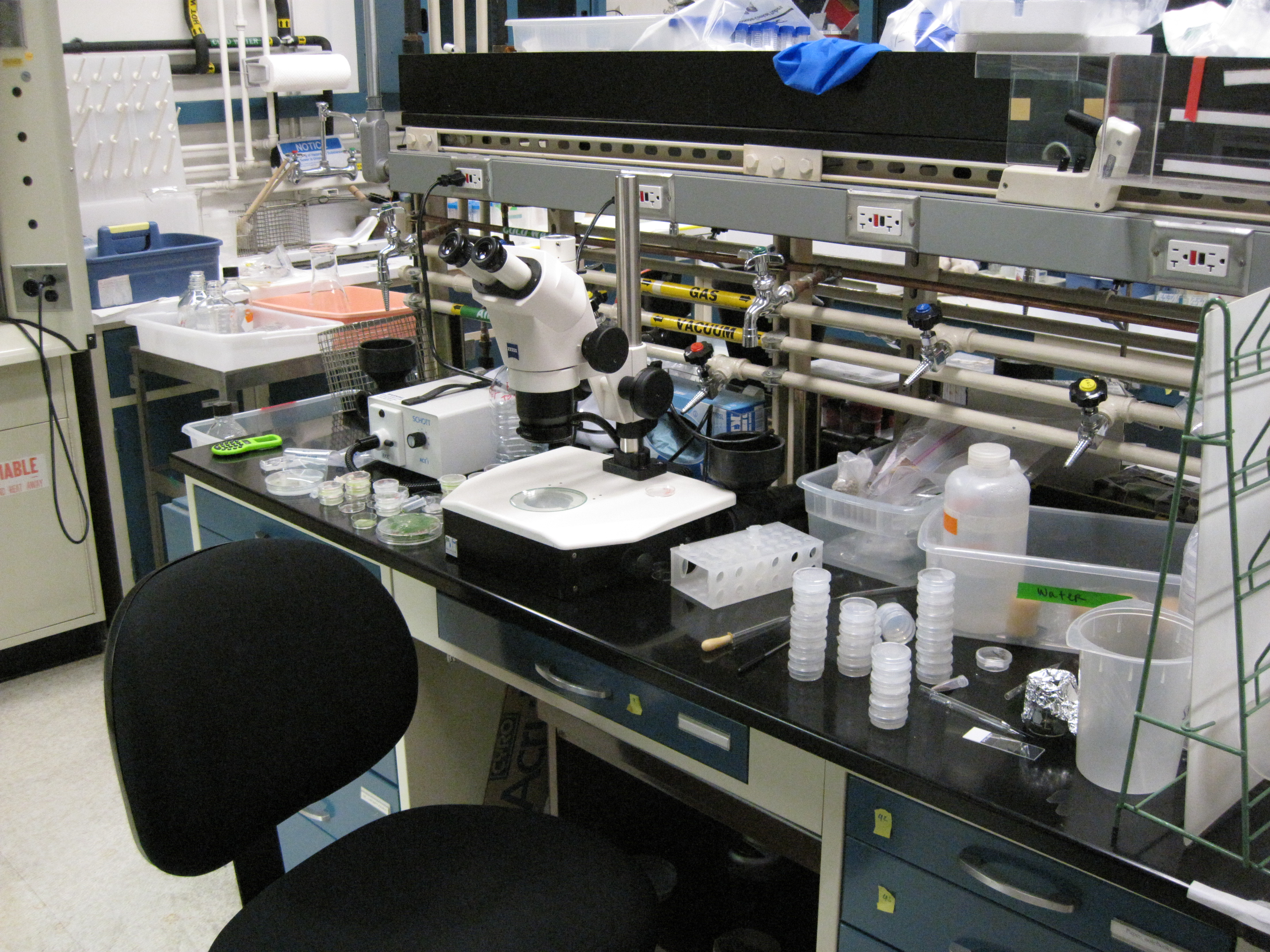
在美国航空航天局NASA Ames研究中心的合成生物学研究。

- Video interviews with synthetic biology experts, NGOs and funding institutions（页面存档备份，存于）

Template:新兴技术